# Joan Hotchkis
Joan Hotchkis (Los Angeles, 21 settembre 1927 – Los Angeles, 27 settembre 2022) è stata un'attrice statunitense.

## Filmografia parziale

### Cinema
- Una nuova vita per Liz (The Late Liz), regia di Dick Ross (1971)
- Breezy, regia di Clint Eastwood (1973)
- Ode a Billy Joe (Ode to Billy Joe), regia di Max Baer Jr. (1976)
- Old Boyfriends - Il compagno di scuola (Old Boyfriends), regia di Joan Tewkesbury (1979)

### Televisione
- Iron Horse – serie TV, episodio 2x09 (1967)
- Sui sentieri del West (The Outcasts) – serie TV, episodio 1x08 (1968)
- Il fantastico mondo di Mr. Monroe (My World and Welcome to It) – serie TV, 26 episodi (1969-1970)
- La strana coppia (The Odd Couple) – serie TV, 11 episodi (1971)
- The Life and Times of Eddie Roberts – serie TV, 65 episodi (1980)
- Cercando Christina (The Disappearance of Christina) – film TV (1993)